# Massaguel
Massaguel település Franciaországban, Tarn megyében. Lakosainak száma 346 fő (2022. január 1.). Massaguel Arfons, Dourgne és Verdalle községekkel határos.

## Népesség
A település népességének változása:
| Lakosok száma | 420  | 412  | 417  | 405  | 388  | 372  | 355  | 351  | 346  |
|               | 2013 | 2015 | 2016 | 2017 | 2018 | 2019 | 2020 | 2021 | 2022 |